# Gérard Pichaureau
Gérard Pichaureau, né le 14 septembre 1916 à Chinon et mort le 17 juillet 2002 à Ballan-Miré (Indre-et-Loire), est un tromboniste et compositeur français.
Il a été soliste à la Garde républicaine et à la Société des concerts du Conservatoire et professeur de trombone au Conservatoire de Paris de 1960 à 1982 où il a succédé à André Lafosse.
Gérard Pichaureau a collaboré pour le développement de la célèbre marque de cuivres Antoine Courtois.

## Liste de ses plus grands élèves
- Michel Becquet, professeur au CNSMD de Lyon
- Branimir Slokar, professeur à la Haute École de Musique de Freiburg im Breisgau et au Conservatoire de Berne
- Denis Leloup, tromboniste jazz
- Gilles Millière, professeur au CNSMD de Paris
- Jérôme Naulais, compositeur